# Liste des anciennes communes de l'Isère
Cette page a pour objectif de retracer toutes les modifications communales dans le département de l'Isère : les anciennes communes qui ont existé depuis la Révolution française, ainsi que les créations, les modifications officielles de nom, ainsi que les échanges de territoires entre communes.
En 1800 , le territoire du département de l'Isère dans ses limites actuelles comptait 533 communes. La particularité dans ce département aura été la phase de tâtonnement, lors de la période révolutionnaire, pour délimiter les municipalités. De nombreux regroupements, surtout en Bas-Dauphiné, ont été suivis de nombre de créations ou de re-créations, dans les 10 premières années de vie des communes. Au cours du XIX e siècle, le solde est positif : peu de regroupements et majoritairement des créations, voyant ainsi le nombre de communes s'approcher de 550. Le mouvement s'est progressivement inversé au cours du XXe siècle, tant en milieu rural (regroupement de Savel, commune devenue inhabitée, avec Mayres) qu'en milieu urbain (fusion de Bourgoin et de Jallieu) dans les années 1960. Mais c'est la loi NOTRe qui a vraiment accéléré le phénomène, depuis 2010. Le département compte aujourd'hui 512 communes (au 1er janvier 2025).
Parmi les spécificités du département, on peut aussi noter la création d'une toute nouvelle commune très récemment : Chamrousse en 1989.
Enfin, le département a connu plusieurs modifications de ses limites, surtout au nord-ouest, dans la périphérie lyonnaise : entre 1852 et 1971, ce sont près de 30 communes qui vont basculer dans le département du Rhône.

## Transferts vers un autre département
| Département d'origine | Département de rattachement | Communes concernées | Décision                                        |
| --------------------- | --------------------------- | --- | ----------------------------------------------- |
| ISÈRE                 | RHÔNE                       | Colombier-Saugnieu (1 commune) | 5 mars 1971 (Décret)                            |
| ISÈRE                 | RHÔNE                       | Chaponnay, Chassieu, Communay, Corbas, Décines-Charpieu, Feyzin, Genas, Jonage, Jons, Marennes, Meyzieu, Mions, Pusignan, Saint-Bonnet-de-Mure, Saint-Laurent-de-Mure, Saint-Pierre-de-Chandieu, Saint-Priest, Saint-Symphorien-d'Ozon, Sérézin-du-Rhône, Simandres, Solaize, Ternay et Toussieu. (23 communes) | 29 décembre 1967 (Loi) 21 février 1968 (Décret) |
| ISÈRE                 | RHÔNE                       | Bron, Vaulx-en-Velin, Vénissieux et Villeurbanne (4 communes) | 24 mars 1852 (Décret)                           |
| HAUTES-ALPES          | ISÈRE                       | Ambel, Beaufin, Cordéac, Monestier-d'Ambel, Pellafol (5 communes) | Vers 1800                                       |

## Fusions
| Nom de la nouvelle commune                     | Communes réunies                                              | Régime                                                         | Date (et nature) de la décision                     | Date d'effet                   |
| ---------------------------------------------- | ------------------------------------------------------------- | -------------------------------------------------------------- | --------------------------------------------------- | ------------------------------ |
| Chantepérier                                   | Chantelouve                                                   | commune nouvelle (avec communes déléguées)                     | 18 décembre 2018 (Arrêté)                           | 1er janvier 2019               |
| Chantepérier                                   | Le Périer                                                     | commune nouvelle (avec communes déléguées)                     | 18 décembre 2018 (Arrêté)                           | 1er janvier 2019               |
| Le Haut-Bréda                                  | La Ferrière                                                   | commune nouvelle (avec communes déléguées)                     | 18 décembre 2018 (Arrêté)                           | 1er janvier 2019               |
| Le Haut-Bréda                                  | Pinsot                                                        | commune nouvelle (avec communes déléguées)                     | 18 décembre 2018 (Arrêté)                           | 1er janvier 2019               |
| Plateau-des-Petites-Roches                     | Saint-Hilaire                                                 | commune nouvelle (avec communes déléguées)                     | 18 décembre 2018 (Arrêté)                           | 1er janvier 2019               |
| Plateau-des-Petites-Roches                     | Saint-Bernard                                                 | commune nouvelle (avec communes déléguées)                     | 18 décembre 2018 (Arrêté)                           | 1er janvier 2019               |
| Plateau-des-Petites-Roches                     | Saint-Pancrasse                                               | commune nouvelle (avec communes déléguées)                     | 18 décembre 2018 (Arrêté)                           | 1er janvier 2019               |
| Porte-des-Bonnevaux                            | Semons                                                        | commune nouvelle (avec communes déléguées)                     | 12 novembre 2018 (Arrêté) 21 décembre 2018 (Arrêté) | 1er janvier 2019               |
| Porte-des-Bonnevaux                            | Arzay                                                         | commune nouvelle (avec communes déléguées)                     | 12 novembre 2018 (Arrêté) 21 décembre 2018 (Arrêté) | 1er janvier 2019               |
| Porte-des-Bonnevaux                            | Commelle                                                      | commune nouvelle (avec communes déléguées)                     | 12 novembre 2018 (Arrêté) 21 décembre 2018 (Arrêté) | 1er janvier 2019               |
| Porte-des-Bonnevaux                            | Nantoin                                                       | commune nouvelle (avec communes déléguées)                     | 12 novembre 2018 (Arrêté) 21 décembre 2018 (Arrêté) | 1er janvier 2019               |
| Val-de-Virieu                                  | Virieu                                                        | commune nouvelle (SANS communes déléguées depuis le 15-3-2020) | 11 octobre 2018 (Arrêté)                            | 1er janvier 2019               |
| Val-de-Virieu                                  | Panissage                                                     | commune nouvelle (SANS communes déléguées depuis le 15-3-2020) | 11 octobre 2018 (Arrêté)                            | 1er janvier 2019               |
| Ornacieux-Balbins                              | Ornacieux                                                     | commune nouvelle (avec communes déléguées)                     | 26 septembre 2018 (Arrêté)                          | 1er janvier 2019               |
| Ornacieux-Balbins                              | Balbins                                                       | commune nouvelle (avec communes déléguées)                     | 26 septembre 2018 (Arrêté)                          | 1er janvier 2019               |
| Châtel-en-Trièves                              | Saint-Sébastien                                               | commune nouvelle (avec communes déléguées)                     | 18 novembre 2016 (Arrêté)                           | 1er janvier 2017               |
| Châtel-en-Trièves                              | Cordéac                                                       | commune nouvelle (avec communes déléguées)                     | 18 novembre 2016 (Arrêté)                           | 1er janvier 2017               |
| Les Deux Alpes                                 | Mont-de-Lans                                                  | commune nouvelle (avec communes déléguées)                     | 2 septembre 2016 (Arrêté)                           | 1er janvier 2017               |
| Les Deux Alpes                                 | Vénosc                                                        | commune nouvelle (avec communes déléguées)                     | 2 septembre 2016 (Arrêté)                           | 1er janvier 2017               |
| La Sure en Chartreuse                          | Saint-Julien-de-Ratz                                          | commune nouvelle (SANS communes déléguées)                     | 2 septembre 2016 (Arrêté)                           | 1er janvier 2017               |
| La Sure en Chartreuse                          | Pommiers-la-Placette                                          | commune nouvelle (SANS communes déléguées)                     | 2 septembre 2016 (Arrêté)                           | 1er janvier 2017               |
| Arandon-Passins                                | Passins                                                       | commune nouvelle (avec communes déléguées)                     | 29 juillet 2016 (Arrêté)                            | 1er janvier 2017               |
| Arandon-Passins                                | Arandon                                                       | commune nouvelle (avec communes déléguées)                     | 29 juillet 2016 (Arrêté)                            | 1er janvier 2017               |
| Villages du Lac de Paladru                     | Paladru                                                       | commune nouvelle (avec communes déléguées)                     | 29 juillet 2016 (Arrêté)                            | 1er janvier 2017               |
| Villages du Lac de Paladru                     | Le Pin                                                        | commune nouvelle (avec communes déléguées)                     | 29 juillet 2016 (Arrêté)                            | 1er janvier 2017               |
| Les Abrets en Dauphiné                         | Les Abrets                                                    | commune nouvelle (avec communes déléguées)                     | 30 décembre 2015 (Arrêté)                           | 1er janvier 2016               |
| Les Abrets en Dauphiné                         | La Bâtie-Divisin                                              | commune nouvelle (avec communes déléguées)                     | 30 décembre 2015 (Arrêté)                           | 1er janvier 2016               |
| Les Abrets en Dauphiné                         | Fitilieu                                                      | commune nouvelle (avec communes déléguées)                     | 30 décembre 2015 (Arrêté)                           | 1er janvier 2016               |
| Les Avenières Veyrins-Thuellin                 | Les Avenières                                                 | commune nouvelle (avec 2 communes déléguées)                   | 2 décembre 2015 (Arrêté)                            | 1er janvier 2016               |
| Les Avenières Veyrins-Thuellin                 | Veyrins-Thuellin                                              | commune nouvelle (avec 2 communes déléguées)                   | 2 décembre 2015 (Arrêté)                            | 1er janvier 2016               |
| Autrans-Méaudre en Vercors                     | Méaudre                                                       | commune nouvelle (avec communes déléguées)                     | 20 novembre 2015 (Arrêté)                           | 1er janvier 2016               |
| Autrans-Méaudre en Vercors                     | Autrans                                                       | commune nouvelle (avec communes déléguées)                     | 20 novembre 2015 (Arrêté)                           | 1er janvier 2016               |
| Crêts en Belledonne                            | Saint-Pierre-d'Allevard                                       | commune nouvelle (SANS communes déléguées depuis le 1-1-2020)  | 27 octobre 2015 (Arrêté) 24 novembre 2015 (Arrêté)  | 1er janvier 2016               |
| Crêts en Belledonne                            | Morêtel-de-Mailles                                            | commune nouvelle (SANS communes déléguées depuis le 1-1-2020)  | 27 octobre 2015 (Arrêté) 24 novembre 2015 (Arrêté)  | 1er janvier 2016               |
| Saint Antoine l'Abbaye                         | Saint-Antoine-l'Abbaye                                        | commune nouvelle (SANS communes déléguées depuis le 21-3-2022) | 30 septembre 2015 (Arrêté)                          | 1er janvier 2016               |
| Saint Antoine l'Abbaye                         | Dionay                                                        | commune nouvelle (SANS communes déléguées depuis le 21-3-2022) | 30 septembre 2015 (Arrêté)                          | 1er janvier 2016               |
| Eclose-Badinières                              | Eclose                                                        | commune nouvelle (SANS communes déléguées)                     | 24 décembre 2014 (Arrêté)                           | 1er janvier 2015               |
| Eclose-Badinières                              | Badinières                                                    | commune nouvelle (SANS communes déléguées)                     | 24 décembre 2014 (Arrêté)                           | 1er janvier 2015               |
| Creys-Mépieu                                   | Creys-et-Pusignieu                                            | fusion association (fusion simple depuis le 12-8-1994)         | 29 septembre 1989 (Arrêté)                          | 30 septembre 1989              |
| Creys-Mépieu                                   | Mépieu                                                        | fusion association (fusion simple depuis le 12-8-1994)         | 29 septembre 1989 (Arrêté)                          | 30 septembre 1989              |
| Saint-Vincent-de-Mercuze- Sainte-Marie-du-Mont | Saint-Vincent-de-Mercuze (commune rétablie en 1984)           | fusion association (dissoute en 1984)                          | 29 décembre 1972 (Arrêté)                           | 1er janvier 1973               |
| Saint-Vincent-de-Mercuze- Sainte-Marie-du-Mont | Sainte-Marie-du-Mont (commune rétablie en 1984)               | fusion association (dissoute en 1984)                          | 29 décembre 1972 (Arrêté)                           | 1er janvier 1973               |
| Veyrins-Thuellin                               | Veyrins                                                       | fusion association (jusqu'au 31-12-2015)                       | 29 décembre 1972 (Arrêté)                           | 1er janvier 1973               |
| Veyrins-Thuellin                               | Thuellin                                                      | fusion association (jusqu'au 31-12-2015)                       | 29 décembre 1972 (Arrêté)                           | 1er janvier 1973               |
| Vézeronce-Curtin                               | Vézeronce                                                     | fusion simple                                                  | 29 décembre 1972 (Arrêté)                           | 1er janvier 1973               |
| Vézeronce-Curtin                               | Curtin                                                        | fusion simple                                                  | 29 décembre 1972 (Arrêté)                           | 1er janvier 1973               |
| Mens                                           | Mens                                                          | fusion simple                                                  | 20 décembre 1972 (Arrêté)                           | 1er janvier 1973               |
| Mens                                           | Saint-Genis                                                   | fusion simple                                                  | 20 décembre 1972 (Arrêté)                           | 1er janvier 1973               |
| Ruy                                            | Ruy                                                           | fusion association (fusion simple depuis le 1-7-2012)          | 2 octobre 1972 (Arrêté)                             | 1er janvier 1973               |
| Ruy                                            | Montceau                                                      | fusion association (fusion simple depuis le 1-7-2012)          | 2 octobre 1972 (Arrêté)                             | 1er janvier 1973               |
| Bourgoin-Jallieu                               | Bourgoin                                                      | fusion                                                         | 22 octobre 1965 (Arrêté)                            | 1er janvier 1967               |
| Bourgoin-Jallieu                               | Jallieu                                                       | fusion                                                         | 22 octobre 1965 (Arrêté)                            | 1er janvier 1967               |
| Mayres-Savel                                   | Mayres                                                        | fusion                                                         | 27 février 1965 (Arrêté)                            | 1er mars 1965                  |
| Mayres-Savel                                   | Savel                                                         | fusion                                                         | 27 février 1965 (Arrêté)                            | 1er mars 1965                  |
| Le Pont-de-Beauvoisin                          | Le Pont-de-Beauvoisin                                         | fusion                                                         | 26 novembre 1963 (Arrêté)                           | 1er janvier 1964               |
| Le Pont-de-Beauvoisin                          | La Folatière                                                  | fusion                                                         | 26 novembre 1963 (Arrêté)                           | 1er janvier 1964               |
| Charvieu-Chavagneux                            | Charvieu                                                      | fusion                                                         | 14 avril 1961 (Arrêté)                              | 1er mai 1961                   |
| Charvieu-Chavagneux                            | Chavagneux-Montbertrand                                       | fusion                                                         | 14 avril 1961 (Arrêté)                              | 1er mai 1961                   |
| Varces-Allières-et-Risset                      | Varces                                                        | fusion                                                         | 12 mai 1955 (Arrêté)                                | 1er juillet 1955               |
| Varces-Allières-et-Risset                      | Allières-et-Risset                                            | fusion                                                         | 12 mai 1955 (Arrêté)                                | 1er juillet 1955               |
| Barraux                                        | Barraux                                                       | fusion                                                         | 28 mai 1870 (Décret)                                | 28 mai 1870 (Décret)           |
| Barraux                                        | Saint-Marcel (une partie)                                     | fusion                                                         | 28 mai 1870 (Décret)                                | 28 mai 1870 (Décret)           |
| Chapareillan                                   | Chapareillan                                                  | fusion                                                         | 28 mai 1870 (Décret)                                | 28 mai 1870 (Décret)           |
| Chapareillan                                   | Saint-Marcel (une partie)                                     | fusion                                                         | 28 mai 1870 (Décret)                                | 28 mai 1870 (Décret)           |
| Sainte-Marie-du-Mont                           | Montalieu (une partie)                                        | fusion                                                         | 28 mai 1870 (Décret)                                | 28 mai 1870 (Décret)           |
| Sainte-Marie-du-Mont                           | Saint-Marcel (une partie)                                     | fusion                                                         | 28 mai 1870 (Décret)                                | 28 mai 1870 (Décret)           |
| Saint-Vincent-de-Mercuze                       | Saint-Vincent-de-Mercuze                                      | fusion                                                         | 28 mai 1870 (Décret)                                | 28 mai 1870 (Décret)           |
| Saint-Vincent-de-Mercuze                       | Montalieu (une partie)                                        | fusion                                                         | 28 mai 1870 (Décret)                                | 28 mai 1870 (Décret)           |
| Montbonnot-Saint-Martin                        | Montbonnot                                                    | fusion                                                         | 30 juin 1851 (Loi)                                  | 30 juin 1851 (Loi)             |
| Montbonnot-Saint-Martin                        | Saint-Martin-de-Miséré                                        | fusion                                                         | 30 juin 1851 (Loi)                                  | 30 juin 1851 (Loi)             |
| Reventin-Vaugris                               | Reventin                                                      | fusion                                                         | 5 septembre 1847 (Ordonnance)                       | 5 septembre 1847 (Ordonnance)  |
| Reventin-Vaugris                               | Vaugris                                                       | fusion                                                         | 5 septembre 1847 (Ordonnance)                       | 5 septembre 1847 (Ordonnance)  |
| Le Bourg-d'Oisans                              | Le Bourg-d'Oisans                                             | fusion                                                         | 17 mai 1846 (Loi)                                   | 17 mai 1846 (Loi)              |
| Le Bourg-d'Oisans                              | Les Gauchoirs                                                 | fusion                                                         | 17 mai 1846 (Loi)                                   | 17 mai 1846 (Loi)              |
| Bouvesse-Quirieu                               | Bouvesse                                                      | fusion                                                         | 25 mars 1845 (Ordonnance)                           | 25 mars 1845 (Ordonnance)      |
| Bouvesse-Quirieu                               | Quirieu                                                       | fusion                                                         | 25 mars 1845 (Ordonnance)                           | 25 mars 1845 (Ordonnance)      |
| Annoisin-Chatelans                             | Annoisin                                                      | fusion                                                         | 24 février 1842 (Ordonnance)                        | 24 février 1842 (Ordonnance)   |
| Annoisin-Chatelans                             | Chatelans                                                     | fusion                                                         | 24 février 1842 (Ordonnance)                        | 24 février 1842 (Ordonnance)   |
| La Salette-Fallavaux                           | La Salette                                                    | fusion                                                         | 10 janvier 1842 (Ordonnance)                        | 10 janvier 1842 (Ordonnance)   |
| La Salette-Fallavaux                           | Fallavaux                                                     | fusion                                                         | 10 janvier 1842 (Ordonnance)                        | 10 janvier 1842 (Ordonnance)   |
| Siccieu-Saint-Julien-et-Carisieu               | Siccieu-Saint-Julien                                          | fusion                                                         | 16 août 1841 (Ordonnance)                           | 16 août 1841 (Ordonnance)      |
| Siccieu-Saint-Julien-et-Carisieu               | Carisieu                                                      | fusion                                                         | 16 août 1841 (Ordonnance)                           | 16 août 1841 (Ordonnance)      |
| Tignieu-Jameyzieu                              | Tignieu                                                       | fusion                                                         | 7 septembre 1840 (Ordonnance)                       | 7 septembre 1840 (Ordonnance)  |
| Tignieu-Jameyzieu                              | Jameyzieu                                                     | fusion                                                         | 7 septembre 1840 (Ordonnance)                       | 7 septembre 1840 (Ordonnance)  |
| Saint-Martin-de-Clelles                        | Saint-Martin-de-Clelles                                       | fusion                                                         | 21 octobre 1839 (Ordonnance)                        | 21 octobre 1839 (Ordonnance)   |
| Saint-Martin-de-Clelles                        | Trézannes                                                     | fusion                                                         | 21 octobre 1839 (Ordonnance)                        | 21 octobre 1839 (Ordonnance)   |
| Saint-Michel-les-Portes                        | Saint-Michel-les-Portes                                       | fusion                                                         | 21 octobre 1839 (Ordonnance)                        | 21 octobre 1839 (Ordonnance)   |
| Saint-Michel-les-Portes                        | Thorannes                                                     | fusion                                                         | 21 octobre 1839 (Ordonnance)                        | 21 octobre 1839 (Ordonnance)   |
| Saint-Maximin                                  | Saint-Maximin                                                 | fusion                                                         | 28 octobre 1832 (Ordonnance) ,                      | 28 octobre 1832 (Ordonnance) , |
| Saint-Maximin                                  | Avalon                                                        | fusion                                                         | 28 octobre 1832 (Ordonnance) ,                      | 28 octobre 1832 (Ordonnance) , |
| Pontcharra                                     | Pontcharra                                                    | fusion                                                         | 1831 ,                                              | 1831 ,                         |
| Pontcharra                                     | Grignon                                                       | fusion                                                         | 1831 ,                                              | 1831 ,                         |
| L'Albenc                                       | L'Albenc                                                      | fusion                                                         | 1er mars 1826 ,                                     | 1er mars 1826 ,                |
| L'Albenc                                       | Chapuisière                                                   | fusion                                                         | 1er mars 1826 ,                                     | 1er mars 1826 ,                |
| Fontanil                                       | Fontanil                                                      | fusion                                                         | 7 octobre 1818 (Ordonnance) ,                       | 7 octobre 1818 (Ordonnance) ,  |
| Fontanil                                       | Cornillon-près-Fontanil                                       | fusion                                                         | 7 octobre 1818 (Ordonnance) ,                       | 7 octobre 1818 (Ordonnance) ,  |
| Saint-Pierre-de-Chartreuse                     | Saint-Pierre-de-Chartreuse                                    | fusion                                                         | 28 mars 1818 (Ordonnance) ,                         | 28 mars 1818 (Ordonnance) ,    |
| Saint-Pierre-de-Chartreuse                     | Chartrousse                                                   | fusion                                                         | 28 mars 1818 (Ordonnance) ,                         | 28 mars 1818 (Ordonnance) ,    |
| Saint-Pierre-de-Chartreuse                     | Entremont                                                     | fusion                                                         | 28 mars 1818 (Ordonnance) ,                         | 28 mars 1818 (Ordonnance) ,    |
| Les Éparres                                    | Les Éparres                                                   | fusion                                                         | 1801                                                | 1801                           |
| Les Éparres                                    | Vermelle                                                      | fusion                                                         | 1801                                                | 1801                           |
| Jarrie                                         | Jarrie                                                        | fusion                                                         | 1801 ,                                              | 1801 ,                         |
| Jarrie                                         | Isabeau-Marnais                                               | fusion                                                         | 1801 ,                                              | 1801 ,                         |
| Seyssins                                       | Seyssins                                                      | fusion                                                         | 1800                                                | 1800                           |
| Seyssins                                       | Mont-Rigaud                                                   | fusion                                                         | 1800                                                | 1800                           |
| Seyssins                                       | Roux-de-Commiers                                              | fusion                                                         | 1800                                                | 1800                           |
| La Bâtie-Divisin                               | La Bâtie-Divisin                                              | fusion                                                         | 1795-1800                                           | 1795-1800                      |
| La Bâtie-Divisin                               | La Chapelle-de-Peyrin                                         | fusion                                                         | 1795-1800                                           | 1795-1800                      |
| Châbons                                        | Châbons                                                       | fusion                                                         | 1795-1800                                           | 1795-1800                      |
| Châbons                                        | Pupetières                                                    | fusion                                                         | 1795-1800                                           | 1795-1800                      |
| Luzinay                                        | Luzinay                                                       | fusion                                                         | 1795-1800                                           | 1795-1800                      |
| Luzinay                                        | Islin                                                         | fusion                                                         | 1795-1800                                           | 1795-1800                      |
| Saint-Christophe-sur-Guiers                    | Saint-Christophe-sur-Guiers                                   | fusion                                                         | 1795-1800                                           | 1795-1800                      |
| Saint-Christophe-sur-Guiers                    | La Ruchère                                                    | fusion                                                         | 1795-1800                                           | 1795-1800                      |
| Sassenage                                      | Sassenage                                                     | fusion                                                         | 1795-1800                                           | 1795-1800                      |
| Sassenage                                      | Les Côtes-de-Sassenage                                        | fusion                                                         | 1795-1800                                           | 1795-1800                      |
| Allières-et-Risset                             | Allières                                                      | fusion                                                         | 1790-1794                                           | 1790-1794                      |
| Allières-et-Risset                             | Risset                                                        | fusion                                                         | 1790-1794                                           | 1790-1794                      |
| Aoste                                          | Aoste                                                         | fusion                                                         | 1790-1794                                           | 1790-1794                      |
| Aoste                                          | Champagne-Saint-Didier                                        | fusion                                                         | 1790-1794                                           | 1790-1794                      |
| Bellegarde-Poussieu                            | Bellegarde                                                    | fusion                                                         | 1790-1794                                           | 1790-1794                      |
| Bellegarde-Poussieu                            | Poussieu                                                      | fusion                                                         | 1790-1794                                           | 1790-1794                      |
| Chevrières                                     | Chevrières                                                    | fusion                                                         | 1790-1794                                           | 1790-1794                      |
| Chevrières                                     | Blagneux                                                      | fusion                                                         | 1790-1794                                           | 1790-1794                      |
| Chirens                                        | Chirens                                                       | fusion                                                         | 1790-1794                                           | 1790-1794                      |
| Chirens                                        | Clermont                                                      | fusion                                                         | 1790-1794                                           | 1790-1794                      |
| La Cluze-et-Pâquier                            | La Cluze (ou La Cluse)                                        | fusion                                                         | 1790-1794                                           | 1790-1794                      |
| La Cluze-et-Pâquier                            | Pâquier                                                       | fusion                                                         | 1790-1794                                           | 1790-1794                      |
| Corenc                                         | Corenc                                                        | fusion                                                         | 1790-1794                                           | 1790-1794                      |
| Corenc                                         | Mas-de-Mollard                                                | fusion                                                         | 1790-1794                                           | 1790-1794                      |
| Cour-et-Buis                                   | Cour                                                          | fusion                                                         | 1790-1794                                           | 1790-1794                      |
| Cour-et-Buis                                   | Buis                                                          | fusion                                                         | 1790-1794                                           | 1790-1794                      |
| Creys-et-Pusignieu                             | Creys                                                         | fusion                                                         | 1790-1794                                           | 1790-1794                      |
| Creys-et-Pusignieu                             | Pusignieu                                                     | fusion                                                         | 1790-1794                                           | 1790-1794                      |
| Livet-et-Gavet                                 | Livet                                                         | fusion                                                         | 1790-1794                                           | 1790-1794                      |
| Livet-et-Gavet                                 | Gavet                                                         | fusion                                                         | 1790-1794                                           | 1790-1794                      |
| Mépieu                                         | Mépieu                                                        | fusion                                                         | 1790-1794                                           | 1790-1794                      |
| Mépieu                                         | Faverges                                                      | fusion                                                         | 1790-1794                                           | 1790-1794                      |
| Meylan                                         | Meylan                                                        | fusion                                                         | 1790-1794                                           | 1790-1794                      |
| Meylan                                         | La Bâtie-Meylan                                               | fusion                                                         | 1790-1794                                           | 1790-1794                      |
| Meylan                                         | Bouqueron                                                     | fusion                                                         | 1790-1794                                           | 1790-1794                      |
| Meylan                                         | Saint-Mury                                                    | fusion                                                         | 1790-1794                                           | 1790-1794                      |
| Monsteroux-Milieu                              | Monsteroux                                                    | fusion                                                         | 1790-1794                                           | 1790-1794                      |
| Monsteroux-Milieu                              | Milieu                                                        | fusion                                                         | 1790-1794                                           | 1790-1794                      |
| Montchaboud                                    | Montchaboud                                                   | fusion                                                         | 1790-1794                                           | 1790-1794                      |
| Montchaboud                                    | Moujaud                                                       | fusion                                                         | 1790-1794                                           | 1790-1794                      |
| Montseveroux                                   | Montseveroux                                                  | fusion                                                         | 1790-1794                                           | 1790-1794                      |
| Montseveroux                                   | Bozancieux                                                    | fusion                                                         | 1790-1794                                           | 1790-1794                      |
| Nerpol-et-Serres                               | Nerpol                                                        | fusion                                                         | 1790-1794                                           | 1790-1794                      |
| Nerpol-et-Serres                               | Serre                                                         | fusion                                                         | 1790-1794                                           | 1790-1794                      |
| Poliénas                                       | Poliénas                                                      | fusion                                                         | 1790-1794                                           | 1790-1794                      |
| Poliénas                                       | La Roche-Montferrie                                           | fusion                                                         | 1790-1794                                           | 1790-1794                      |
| Pontcharra                                     | Pontcharra                                                    | fusion                                                         | 1790-1794                                           | 1790-1794                      |
| Pontcharra                                     | Villards-Benoit                                               | fusion                                                         | 1790-1794                                           | 1790-1794                      |
| Saint-André-la-Palud                           | Saint-André-la-Palud                                          | fusion                                                         | 1790-1794                                           | 1790-1794                      |
| Saint-André-la-Palud                           | Le Guaz                                                       | fusion                                                         | 1790-1794                                           | 1790-1794                      |
| Saint-Appolinard                               | Saint-Appolinard                                              | fusion                                                         | 1790-1794                                           | 1790-1794                      |
| Saint-Appolinard                               | Serves                                                        | fusion                                                         | 1790-1794                                           | 1790-1794                      |
| Saint-Baudille-et-Pipet                        | Saint-Baudille                                                | fusion                                                         | 1790-1794                                           | 1790-1794                      |
| Saint-Baudille-et-Pipet                        | Pipet                                                         | fusion                                                         | 1790-1794                                           | 1790-1794                      |
| Saint-Chef                                     | Saint-Chef                                                    | fusion                                                         | 1790-1794                                           | 1790-1794                      |
| Saint-Chef                                     | Arcisses                                                      | fusion                                                         | 1790-1794                                           | 1790-1794                      |
| Saint-Chef                                     | Chamont                                                       | fusion                                                         | 1790-1794                                           | 1790-1794                      |
| Saint-Chef                                     | Crucilleux                                                    | fusion                                                         | 1790-1794                                           | 1790-1794                      |
| Saint-Chef                                     | Laval-de-Saint-Chef                                           | fusion                                                         | 1790-1794                                           | 1790-1794                      |
| Saint-Chef                                     | Montcarra                                                     | fusion                                                         | 1790-1794                                           | 1790-1794                      |
| Saint-Chef                                     | Trieux                                                        | fusion                                                         | 1790-1794                                           | 1790-1794                      |
| Saint-Chef                                     | Vercin                                                        | fusion                                                         | 1790-1794                                           | 1790-1794                      |
| Saint-Égrève                                   | Saint-Égrève                                                  | fusion                                                         | 1790-1794                                           | 1790-1794                      |
| Saint-Égrève                                   | Saint-Robert                                                  | fusion                                                         | 1790-1794                                           | 1790-1794                      |
| Saint-Étienne-de-Crossey                       | Saint-Étienne-de-Crossey                                      | fusion                                                         | 1790-1794                                           | 1790-1794                      |
| Saint-Étienne-de-Crossey                       | Tolvon                                                        | fusion                                                         | 1790-1794                                           | 1790-1794                      |
| Saint-Just-Chaleyssin                          | Saint-Just                                                    | fusion                                                         | 1790-1794                                           | 1790-1794                      |
| Saint-Just-Chaleyssin                          | Chaleyssin                                                    | fusion                                                         | 1790-1794                                           | 1790-1794                      |
| Saint-Marcel                                   | Saint-Marcel                                                  | fusion                                                         | 1790-1794                                           | 1790-1794                      |
| Saint-Marcel                                   | Messenas                                                      | fusion                                                         | 1790-1794                                           | 1790-1794                      |
| Saint-Marcellin                                | Saint-Marcellin                                               | fusion                                                         | 1790-1794                                           | 1790-1794                      |
| Saint-Marcellin                                | Plan                                                          | fusion                                                         | 1790-1794                                           | 1790-1794                      |
| Saint-Martin-d'Hères                           | Saint-Martin-d'Hères                                          | fusion                                                         | 1790-1794                                           | 1790-1794                      |
| Saint-Martin-d'Hères                           | Poisat (rétablie en 1800)                                     | fusion                                                         | 1790-1794                                           | 1790-1794                      |
| Saint-Nazaire                                  | Saint-Nazaire                                                 | fusion                                                         | 1790-1794                                           | 1790-1794                      |
| Saint-Nazaire                                  | Clèmes                                                        | fusion                                                         | 1790-1794                                           | 1790-1794                      |
| Saint-Nicolas-de-Macherin                      | Saint-Nicolas-de-Macherin                                     | fusion                                                         | 1790-1794                                           | 1790-1794                      |
| Saint-Nicolas-de-Macherin                      | Hautefort                                                     | fusion                                                         | 1790-1794                                           | 1790-1794                      |
| Saint-Pierre-d'Allevard                        | Saint-Pierre-d'Allevard                                       | fusion                                                         | 1790-1794                                           | 1790-1794                      |
| Saint-Pierre-d'Allevard                        | La Bâtie-d'Arvillard                                          | fusion                                                         | 1790-1794                                           | 1790-1794                      |
| Saint-Pierre-d'Allevard                        | Les Étappes                                                   | fusion                                                         | 1790-1794                                           | 1790-1794                      |
| Saint-Savin                                    | Saint-Savin                                                   | fusion                                                         | 1790-1794                                           | 1790-1794                      |
| Saint-Savin                                    | Demptezieu                                                    | fusion                                                         | 1790-1794                                           | 1790-1794                      |
| Saint-Vérand                                   | Saint-Vérand                                                  | fusion                                                         | 1790-1794                                           | 1790-1794                      |
| Saint-Vérand                                   | Quincivet                                                     | fusion                                                         | 1790-1794                                           | 1790-1794                      |
| Saint-Vincent-de-Mercuze                       | Saint-Vincent-de-Mercuze                                      | fusion                                                         | 1790-1794                                           | 1790-1794                      |
| Saint-Vincent-de-Mercuze                       | Bellechambre                                                  | fusion                                                         | 1790-1794                                           | 1790-1794                      |
| Savas-Mépin                                    | Savas                                                         | fusion                                                         | 1790-1794                                           | 1790-1794                      |
| Savas-Mépin                                    | Mépin                                                         | fusion                                                         | 1790-1794                                           | 1790-1794                      |
| Sérézin-de-la-Tour                             | Sérézin-de-la-Tour                                            | fusion                                                         | 1790-1794                                           | 1790-1794                      |
| Sérézin-de-la-Tour                             | Buffières (transférée en 1801 à Succieu)                      | fusion                                                         | 1790-1794                                           | 1790-1794                      |
| Sérézin-de-la-Tour                             | Saint-Victor-de-Cessieu (commune rétablie entre 1795 et 1800) | fusion                                                         | 1790-1794                                           | 1790-1794                      |
| Sérézin-de-la-Tour                             | Succieu (commune rétablie entre 1795 et 1800)                 | fusion                                                         | 1790-1794                                           | 1790-1794                      |
| Siccieu-Saint-Julien                           | Siccieu                                                       | fusion                                                         | 1790-1794                                           | 1790-1794                      |
| Siccieu-Saint-Julien                           | Saint-Julien                                                  | fusion                                                         | 1790-1794                                           | 1790-1794                      |
| Theys                                          | Theys                                                         | fusion                                                         | 1790-1794                                           | 1790-1794                      |
| Theys                                          | Herculais                                                     | fusion                                                         | 1790-1794                                           | 1790-1794                      |
| Vercieu                                        | Montalieu                                                     | fusion                                                         | 1790-1794                                           | 1790-1794                      |
| Vercieu                                        | Vercieu                                                       | fusion                                                         | 1790-1794                                           | 1790-1794                      |
| Vif                                            | Vif                                                           | fusion                                                         | 1790-1794                                           | 1790-1794                      |
| Vif                                            | Genevray                                                      | fusion                                                         | 1790-1794                                           | 1790-1794                      |
| Villemoirieu                                   | Villemoirieu                                                  | fusion                                                         | 1790-1794                                           | 1790-1794                      |
| Villemoirieu                                   | Beptenoud                                                     | fusion                                                         | 1790-1794                                           | 1790-1794                      |
| Vourey                                         | Vourey                                                        | fusion                                                         | 1790-1794                                           | 1790-1794                      |
| Vourey                                         | Vourey-de-Moirans                                             | fusion                                                         | 1790-1794                                           | 1790-1794                      |

## Créations et rétablissements
| Nom de la commune créée            | Commune affectée                                   | Mode de création                                               | Date (et nature) de la décision | Date d'effet                  |
| ---------------------------------- | -------------------------------------------------- | -------------------------------------------------------------- | ------------------------------- | ----------------------------- |
| Chamrousse                         | Saint-Martin-d'Uriage                              | Démembrement                                                   | 18 janvier 1989 (Arrêté)        | 15 février 1989               |
| Chamrousse                         | Séchilienne                                        | Démembrement                                                   | 18 janvier 1989 (Arrêté)        | 15 février 1989               |
| Chamrousse                         | Vaulnaveys-le-Haut                                 | Démembrement                                                   | 18 janvier 1989 (Arrêté)        | 15 février 1989               |
| Saint-Vincent-de-Mercuze           | Saint-Vincent-de-Mercuze-Sainte-Marie-du-Mont      | Démembrement et suppression (rétablissement)                   | 22 décembre 1983 (Arrêté)       | 1er janvier 1984              |
| Sainte-Marie-du-Mont               | Saint-Vincent-de-Mercuze-Sainte-Marie-du-Mont      | Démembrement et suppression (rétablissement)                   | 22 décembre 1983 (Arrêté)       | 1er janvier 1984              |
| Saint-Nizier-du-Moucherotte        | Pariset                                            | Démembrement et suppression                                    | 31 mars 1929 (Loi)              | 31 mars 1929 (Loi)            |
| Seyssinet-Pariset                  | Pariset                                            | Démembrement et suppression                                    | 31 mars 1929 (Loi)              | 31 mars 1929 (Loi)            |
| Serpaize                           | Villette-Serpaize                                  | Démembrement                                                   | 12 août 1926 (Loi)              | 12 août 1926 (Loi)            |
| Serpaize                           | Luzinay                                            | Démembrement                                                   | 12 août 1926 (Loi)              | 12 août 1926 (Loi)            |
| Serpaize                           | Septème                                            | Démembrement                                                   | 12 août 1926 (Loi)              | 12 août 1926 (Loi)            |
| Serpaize                           | Vienne                                             | Démembrement                                                   | 12 août 1926 (Loi)              | 12 août 1926 (Loi)            |
| Salagnon                           | Saint-Chef                                         | Démembrement                                                   | 4 janvier 1910 (Loi)            | 4 janvier 1910 (Loi)          |
| Massieu                            | Chirens                                            | Démembrements                                                  | 16 avril 1884 (Loi)             | 16 avril 1884 (Loi)           |
| Massieu                            | Saint-Geoire                                       | Démembrements                                                  | 16 avril 1884 (Loi)             | 16 avril 1884 (Loi)           |
| Massieu                            | Saint-Geoire                                       | Démembrements                                                  | 16 avril 1884 (Loi)             | 16 avril 1884 (Loi)           |
| Saint-Sulpice-des-Rivoires         |                                                    | Démembrements                                                  | 16 avril 1884 (Loi)             | 16 avril 1884 (Loi)           |
| Velanne                            |                                                    | Démembrements                                                  | 16 avril 1884 (Loi)             | 16 avril 1884 (Loi)           |
| Nivolas-Vermelle                   | Les Éparres                                        | Démembrement                                                   | 7 août 1882 (Loi)               | 7 août 1882 (Loi)             |
| Nivolas-Vermelle                   | Sérézin-de-la-Tour                                 | Démembrement                                                   | 7 août 1882 (Loi)               | 7 août 1882 (Loi)             |
| Beaulieu                           | Têche-et-Beaulieu                                  | Démembrement et suppression                                    | 12 mai 1881 (Décret)            | 12 mai 1881 (Décret)          |
| Têche                              | Têche-et-Beaulieu                                  | Démembrement et suppression                                    | 12 mai 1881 (Décret)            | 12 mai 1881 (Décret)          |
| Charantonnay                       | Beauvoir-de-Marc                                   | Démembrement                                                   | 11 décembre 1875 (Loi)          | 11 décembre 1875 (Loi)        |
| Charantonnay                       | Saint-Georges-d'Espéranche                         | Démembrement                                                   | 11 décembre 1875 (Loi)          | 11 décembre 1875 (Loi)        |
| Chuzelles                          | Villette-Serpaize                                  | Démembrement                                                   | 22 juin 1875 (Décret)           | 22 juin 1875 (Décret)         |
| Le Pont-de-Claix                   | Claix                                              | Démembrement                                                   | 25 juin 1873 (Loi)              | 25 juin 1873 (Loi)            |
| Le Pont-de-Claix                   | Champagnier                                        | Démembrement                                                   | 25 juin 1873 (Loi)              | 25 juin 1873 (Loi)            |
| Sainte-Marie-du-Mont               | Montalieu                                          | Démembrement et suppressions (de Montalieu et de Saint-Marcel) | 28 mai 1870 (Décret)            | 28 mai 1870 (Décret)          |
| Sainte-Marie-du-Mont               | Saint-Marcel                                       | Démembrement et suppressions (de Montalieu et de Saint-Marcel) | 28 mai 1870 (Décret)            | 28 mai 1870 (Décret)          |
| Notre-Dame-de-l'Osier              | Vinay                                              | Démembrement                                                   | 4 septembre 1869 (Arrêté)       | 4 septembre 1869 (Arrêté)     |
| Pont-de-Chéruy                     | Charvieu                                           | Démembrement                                                   | 24 juillet 1867 (Loi)           | 24 juillet 1867 (Loi)         |
| Pont-de-Chéruy                     | Chavanoz                                           | Démembrement                                                   | 24 juillet 1867 (Loi)           | 24 juillet 1867 (Loi)         |
| Pont-de-Chéruy                     | Tignieu-Jameyzieu                                  | Démembrement                                                   | 24 juillet 1867 (Loi)           | 24 juillet 1867 (Loi)         |
| Pont-Évêque                        | Estrablin                                          | Démembrement                                                   | 20 juillet 1867 (Loi)           | 20 juillet 1867 (Loi)         |
| Pont-Évêque                        | Septème                                            | Démembrement                                                   | 20 juillet 1867 (Loi)           | 20 juillet 1867 (Loi)         |
| Cognin                             | Cognin-Malleval                                    | Démembrement et suppression                                    | 17 juillet 1867 (Loi)           | 17 juillet 1867 (Loi)         |
| Malleval                           | Cognin-Malleval                                    | Démembrement et suppression                                    | 17 juillet 1867 (Loi)           | 17 juillet 1867 (Loi)         |
| Sainte-Anne-d'Estrablin            | Châtonnay                                          | Démembrement                                                   | 12 juillet 1865 (Loi)           | 12 juillet 1865 (Loi)         |
| Cordéac                            | Saint-Sébastien-de-Cordéac                         | Démembrement et suppression                                    | 17 mai 1865 (Loi)               | 17 mai 1865 (Loi)             |
| Saint-Sébastien                    | Saint-Sébastien-de-Cordéac                         | Démembrement et suppression                                    | 17 mai 1865 (Loi)               | 17 mai 1865 (Loi)             |
| Corbas (auj. département du Rhône) | Marennes (auj. département du Rhône)               | Démembrement                                                   | 28 juin 1860 (Loi)              | 28 juin 1860 (Loi)            |
| Corrençon                          | Villard-de-Lans                                    | Démembrement                                                   | 19 juin 1857 (Loi)              | 19 juin 1857 (Loi)            |
| Badinières                         | Les Éparres                                        | Démembrement                                                   | 10 juin 1857 (Décret)           | 10 juin 1857 (Décret)         |
| Chasse                             | Seyssuel-et-Chasse                                 | Démembrement et suppression                                    | 23 avril 1853 (Loi)             | 23 avril 1853 (Loi)           |
| Seyssuel                           | Seyssuel-et-Chasse                                 | Démembrement et suppression                                    | 23 avril 1853 (Loi)             | 23 avril 1853 (Loi)           |
| Primarette                         | Primarette-Saint-Julien                            | Démembrement et suppression                                    | 2 juin 1844 (Loi)               | 2 juin 1844 (Loi)             |
| Saint-Julien-de-l'Herms            | Primarette-Saint-Julien                            | Démembrement et suppression                                    | 2 juin 1844 (Loi)               | 2 juin 1844 (Loi)             |
| Faramans                           | Faramans-Pajay                                     | Démembrement et suppression                                    | 14 avril 1841 (Ordonnance)      | 14 avril 1841 (Ordonnance)    |
| Pajay                              | Faramans-Pajay                                     | Démembrement et suppression                                    | 14 avril 1841 (Ordonnance)      | 14 avril 1841 (Ordonnance)    |
| Lalley                             | Saint-Maurice-Lalley                               | Démembrement et suppression                                    | 14 avril 1841 (Ordonnance)      | 14 avril 1841 (Ordonnance)    |
| Saint-Maurice-en-Trièves           | Saint-Maurice-Lalley                               | Démembrement et suppression                                    | 14 avril 1841 (Ordonnance)      | 14 avril 1841 (Ordonnance)    |
| Saint-Joseph-de-Rivière            | Saint-Laurent-du-Pont                              | Démembrement                                                   | 14 juillet 1836 (Ordonnance)    | 14 juillet 1836 (Ordonnance)  |
| Doissin                            | Montrevel-et-Doissin                               | Démembrement et suppression                                    | 15 février 1836 (Ordonnance)    | 15 février 1836 (Ordonnance)  |
| Montrevel                          | Montrevel-et-Doissin                               | Démembrement et suppression                                    | 15 février 1836 (Ordonnance)    | 15 février 1836 (Ordonnance)  |
| Échirolles                         | Grenoble                                           | Démembrement                                                   | 25 décembre 1833 (Ordonnance)   | 25 décembre 1833 (Ordonnance) |
| Échirolles                         | Jarrie                                             | Démembrement                                                   | 25 décembre 1833 (Ordonnance)   | 25 décembre 1833 (Ordonnance) |
| Chimilin                           | Aoste (Hameaux de Chimilin et Leyssins)            | Démembrement                                                   | 1827                            | 1827                          |
| Chimilin                           | Corbelin (Hameau de Tissieu)                       | Démembrement                                                   | 1827                            | 1827                          |
| Chimilin                           | La Bâtie-Montgascon (Hameaux de Ternel et Mudinin) | Démembrement                                                   | 1827                            | 1827                          |
| Bilieu                             | Charavines-et-Bilieu                               | Démembrement et suppression                                    | 17 juillet 1826 ,               | 17 juillet 1826 ,             |
| Charavines                         | Charavines-et-Bilieu                               | Démembrement et suppression                                    | 17 juillet 1826 ,               | 17 juillet 1826 ,             |
| Château-Bernard                    | Miribel-et-Château-Bernard                         | Démembrement et suppression                                    | 14 août 1822 (Ordonnance) ,     | 14 août 1822 (Ordonnance) ,   |
| Miribel-Lanchâtre                  | Miribel-et-Château-Bernard                         | Démembrement et suppression                                    | 14 août 1822 (Ordonnance) ,     | 14 août 1822 (Ordonnance) ,   |
| Agnin                              | Chanas                                             | Démembrements                                                  | 1795-1800                       | 1795-1800                     |
| Bougé-Chambalud                    | Chanas                                             | Démembrements                                                  | 1795-1800                       | 1795-1800                     |
| Blandin                            | Virieu                                             | Démembrements                                                  | 1795-1800                       | 1795-1800                     |
| Chassignieu                        | Virieu                                             | Démembrements                                                  | 1795-1800                       | 1795-1800                     |
| Chélieu                            | Virieu                                             | Démembrements                                                  | 1795-1800                       | 1795-1800                     |
| Panissage                          | Virieu                                             | Démembrements                                                  | 1795-1800                       | 1795-1800                     |
| Le Pin                             | Virieu                                             | Démembrements                                                  | 1795-1800                       | 1795-1800                     |
| Saint-Ondras                       | Virieu                                             | Démembrements                                                  | 1795-1800                       | 1795-1800                     |
| Valencogne                         | Virieu                                             | Démembrements                                                  | 1795-1800                       | 1795-1800                     |
| Chapuisière                        | L'Albenc                                           | Démembrement                                                   | 1795-1800                       | 1795-1800                     |
| Châtenay                           | Bressieux                                          | Démembrement                                                   | 1795-1800                       | 1795-1800                     |
| Cheyssieu                          | Auberives                                          | Démembrements                                                  | 1795-1800                       | 1795-1800                     |
| Clonas                             | Auberives                                          | Démembrements                                                  | 1795-1800                       | 1795-1800                     |
| Saint-Alban-du-Rhône               | Auberives                                          | Démembrements                                                  | 1795-1800                       | 1795-1800                     |
| Saint-Prim                         | Auberives                                          | Démembrements                                                  | 1795-1800                       | 1795-1800                     |
| Chèzeneuve                         | Maubec                                             | Démembrements                                                  | 1795-1800                       | 1795-1800                     |
| Crachier                           | Maubec                                             | Démembrements                                                  | 1795-1800                       | 1795-1800                     |
| Domarin                            | Maubec                                             | Démembrements                                                  | 1795-1800                       | 1795-1800                     |
| Four                               | Maubec                                             | Démembrements                                                  | 1795-1800                       | 1795-1800                     |
| Meyrié                             | Maubec                                             | Démembrements                                                  | 1795-1800                       | 1795-1800                     |
| Culin                              | Culin-et-Tramolé                                   | Démembrement et suppression                                    | 1795-1800                       | 1795-1800                     |
| Tramolé                            | Culin-et-Tramolé                                   | Démembrement et suppression                                    | 1795-1800                       | 1795-1800                     |
| Avalon                             | Pontcharra                                         | Démembrements                                                  | 1795-1800,                      | 1795-1800,                    |
| Grignon                            | Pontcharra                                         | Démembrements                                                  | 1795-1800,                      | 1795-1800,                    |
| Saint-Maximin                      | Pontcharra                                         | Démembrements                                                  | 1795-1800,                      | 1795-1800,                    |
| Marnans                            | Roybon                                             | Démembrement                                                   | 1795-1800                       | 1795-1800                     |
| Meyssiès                           | Villeneuve-de-Marc                                 | Démembrement                                                   | 1795-1800                       | 1795-1800                     |
| Montaud                            | Saint-Quentin                                      | Démembrement                                                   | 1795-1800                       | 1795-1800                     |
| Montcarra                          | La Tour-du-Pin                                     | Démembrements                                                  | 1795-1800                       | 1795-1800                     |
| Rochetoirin                        | La Tour-du-Pin                                     | Démembrements                                                  | 1795-1800                       | 1795-1800                     |
| Saint-Jean-de-Soudain              | La Tour-du-Pin                                     | Démembrements                                                  | 1795-1800                       | 1795-1800                     |
| Cornillon-près-Fontanil            | Fontanil                                           | Démembrements                                                  | 1795-1800                       | 1795-1800                     |
| Mont-Saint-Martin                  | Fontanil                                           | Démembrements                                                  | 1795-1800                       | 1795-1800                     |
| La Pierre                          | Le Champ                                           | Démembrement                                                   | 1795-1800                       | 1795-1800                     |
| Pisieu                             | Revel-Tourdan                                      | Démembrements                                                  | 1795-1800                       | 1795-1800                     |
| Primarette-Saint-Julien            | Revel-Tourdan                                      | Démembrements                                                  | 1795-1800                       | 1795-1800                     |
| Poisat                             | Saint-Martin-d'Hères                               | Démembrement                                                   | 1795-1800                       | 1795-1800                     |
| Royas                              | Beauvoir-de-Marc                                   | Démembrements                                                  | 1795-1800                       | 1795-1800                     |
| Savas-Mépin                        | Beauvoir-de-Marc                                   | Démembrements                                                  | 1795-1800                       | 1795-1800                     |
| Saint-Albin-de-Vaulserre           | Vaulserre                                          | Démembrement et suppression                                    | 1795-1800                       | 1795-1800                     |
| Saint-Bueil                        | Vaulserre                                          | Démembrement et suppression                                    | 1795-1800                       | 1795-1800                     |
| Saint-Martin-de-Vaulserre          | Vaulserre                                          | Démembrement et suppression                                    | 1795-1800                       | 1795-1800                     |
| Voissant                           | Vaulserre                                          | Démembrement et suppression                                    | 1795-1800                       | 1795-1800                     |
| Saint-Barthélemy                   | Beaurepaire                                        | Démembrement                                                   | 1795-1800                       | 1795-1800                     |
| Saint-Maurice-l'Exil               | Roussillon                                         | Démembrement                                                   | 1795-1800                       | 1795-1800                     |
| Saint-Romain-de-Surieu             | Ville-sous-Anjou                                   | Démembrement                                                   | 1795-1800                       | 1795-1800                     |
| Saint-Victor-de-Cessieu            | Sérézin-de-la-Tour                                 | Démembrements (rétablissements)                                | 1795-1800                       | 1795-1800                     |
| Succieu                            | Sérézin-de-la-Tour                                 | Démembrements (rétablissements)                                | 1795-1800                       | 1795-1800                     |
| Jallieu                            | Bourgoin                                           | Démembrement                                                   | 1791                            | 1791                          |
| Sainte-Blandine                    | La Tour-du-Pin                                     | Démembrements                                                  | 1791                            | 1791                          |
| Saint-Clair-de-la-Tour             | La Tour-du-Pin                                     | Démembrements                                                  | 1791                            | 1791                          |

## Modifications de nom officiel
| Ancien nom                         | Nouveau nom                 | Date (et nature) de la décision                        |
| ---------------------------------- | --------------------------- | ------------------------------------------------------ |
| Le Monestier-du-Percy              | Monestier-du-Percy          | 27 décembre 2022 (Décret)                              |
| Percy                              | Le Percy                    | 27 décembre 2022 (Décret)                              |
| Laval                              | Laval-en-Belledonne         | 26 février 2020 (Décret)                               |
| Ruy                                | Ruy-Montceau                | 4 août 2015 (Arrêté) 1er septembre 2015 (Date d'effet) |
| Meyssiès                           | Meyssiez                    | 5 novembre 2013 (Décret)                               |
| Châlons                            | Chalon                      | 1er août 2012 (Décret)                                 |
| Malleval                           | Malleval-en-Vercors         | 12 septembre 2005 (Décret)                             |
| Notre-Dame-de-Vaux                 | Notre-Dame-de-Vaulx         | 1er février 2001 (Décret)                              |
| Saint-Antoine                      | Saint-Antoine-l'Abbaye      | 13 décembre 1991 (Décret)                              |
| La Cluze-et-Pâquier                | Saint-Martin-de-la-Cluze    | 25 novembre 1970 (Décret)                              |
| Quaix                              | Quaix-en-Chartreuse         | 9 février 1968 (Décret)                                |
| Meyrieu                            | Meyrieu-les-Étangs          | 14 novembre 1967 (Décret)                              |
| Cornillon                          | Cornillon-en-Trièves        | 8 octobre 1958 (Décret)                                |
| Quet                               | Quet-en-Beaumont            | 8 octobre 1958 (Décret)                                |
| Le Champ                           | Le Champ-près-Froges        | 7 mars 1955 (Décret)                                   |
| Saint-Christophe                   | Saint-Christophe-en-Oisans  | 7 mars 1955 (Décret)                                   |
| Saint-Sorlin                       | Saint-Sorlin-de-Vienne      | 7 mars 1955 (Décret)                                   |
| Gresse                             | Gresse-en-Vercors           | 21 janvier 1954 (Décret)                               |
| Corrençon                          | Corrençon-en-Vercors        | 12 juin 1952 (Décret)                                  |
| Saint-Agnin                        | Saint-Agnin-sur-Bion        | 30 mars 1950 (Décret)                                  |
| Saint-Nazaire                      | Saint-Nazaire-les-Eymes     | 6 janvier 1950 (Décret)                                |
| Sainte-Anne-d'Estrablin            | Sainte-Anne-sur-Gervonde    | 16 octobre 1948 (Décret)                               |
| Le Sappey                          | Le Sappey-en-Chartreuse     | 30 septembre 1947 (Décret)                             |
| Lans                               | Lans-en-Vercors             | 5 mai 1947 (Décret)                                    |
| Fontanil                           | Fontanil-Cornillon          | 17 juin 1941 (Décret)                                  |
| Auberives                          | Auberives-sur-Varèze        | 25 janvier 1938 (Décret)                               |
| Cognin                             | Cognin-les-Gorges           | 9 juin 1937 (Décret)                                   |
| Clavans                            | Clavans-en-Haut-Oisans      | 19 décembre 1936 (Décret)                              |
| Villette-Serpaize                  | Villette-de-Vienne          | 19 décembre 1936 (Décret)                              |
| Morêtel                            | Morêtel-de-Mailles          | 30 décembre 1932 (Décret)                              |
| Chasse                             | Chasse-sur-Rhône            | 15 novembre 1932 (Décret)                              |
| Pommiers                           | Pommiers-la-Placette        | 15 novembre 1932 (Décret)                              |
| Veurey                             | Veurey-Voroize              | 15 novembre 1932 (Décret)                              |
| Saint-Christophe-entre-deux-Guiers | Saint-Christophe-sur-Guiers | 10 mars 1932 (Décret)                                  |
| Faverges                           | Faverges-de-la-Tour         | 20 février 1932 (Décret)                               |
| Chavagneux                         | Chavagneux-Montbertrand     | 10 août 1924 (Décret)                                  |
| Chonas                             | Chonas-l'Amballan           | 10 août 1924 (Décret)                                  |
| Clonas                             | Clonas-sur-Varèze           | 10 août 1924 (Décret)                                  |
| Moidieu                            | Moidieu-Détourbe            | 10 août 1924 (Décret)                                  |
| Moissieu                           | Moissieu-sur-Dolon          | 10 août 1924 (Décret)                                  |
| Salaise                            | Salaise-sur-Sanne           | 13 décembre 1920 (Décret)                              |
| Hières                             | Hières-sur-Amby             | 4 décembre 1919 (Décret)                               |
| Pommier                            | Pommier-de-Beaurepaire      | 20 janvier 1910 (Décret)                               |
| Auberives                          | Auberives-en-Royans         | 2 juillet 1909 (Décret)                                |
| Nerpol-et-Serres                   | Serre-Nerpol                | 18 juillet 1904 (Décret)                               |
| Champ                              | Champ-sur-Drac              | 19 février 1902 (Décret)                               |
| Saint-Geoire                       | Saint-Geoire-en-Valdaine    | 6 novembre 1901 (Décret)                               |
| La Balme                           | La Balme-les-Grottes        | 8 août 1901 (Décret)                                   |
| La Salle                           | La Salle-en-Beaumont        | 18 septembre 1897 (Décret)                             |
| Villard-Eymond                     | Villard-Notre-Dame          | 12 juillet 1896 (Décret)                               |
| Le Freney                          | Le Freney-d'Oisans          | 12 novembre 1890 (Décret)                              |
| Saint-Quentin                      | Saint-Quentin-Fallavier     | 2 juillet 1885 (Décret)                                |
| Amblagnieu                         | Porcieu-Amblagnieu          | 25 février 1878 (Décret)                               |
| Vercieu                            | Montalieu-Vercieu           | 21 juillet 1848 (Arrêté)                               |
| Menu-Famille                       | Bonnefamille                | 8 juin 1825 (Ordonnance)                               |
| Saint-Vincent-du-Plâtre            | Fontanil                    | Avant 1794                                             |
| Saint-André-la-Palud               | Saint-André-le-Gaz          | Date inconnue                                          |
| Saint-Marcel                       | Saint-Marcel-Bel-Accueil    | Date inconnue                                          |

## Modifications de limites communales
Les modifications des limites communales décidées par arrêtés préfectoraux ne sont pas répertoriées dans le Journal officiel ni dans le Bulletin officiel.
| La commune de ...                                                                                   | ... cède du territoire à la commune de ...                                                          | précisions                                                 | Date (et nature) de la décision                                             |
| --------------------------------------------------------------------------------------------------- | --------------------------------------------------------------------------------------------------- | ---------------------------------------------------------- | --------------------------------------------------------------------------- |
| Brégnier-Cordon (département de l'Ain)                                                              | Les Avenières                                                                                       | Superficie de 40 ha 67 a 52 ca                             | 22 novembre 2007 (Décret)                                                   |
| Les Avenières                                                                                       | Brégnier-Cordon (département de l'Ain)                                                              | Superficie de 35 ha 64 a 35 ca                             | 22 novembre 2007 (Décret)                                                   |
| Chanas                                                                                              | Salaise-sur-Sanne                                                                                   | Secteur du Lac 2 habitants Superficie de 36 ha 24 a 5 ca   | 14 décembre 2001 (Arrêté)                                                   |
| Nantes-en-Ratier                                                                                    | La Valette                                                                                          | Superficie de 99 a 20 ca                                   | 6 décembre 1994 (Décret)                                                    |
| La Valette                                                                                          | Nantes-en-Ratier                                                                                    | Superficie de 1 ha 54 a 80 ca                              | 6 décembre 1994 (Décret)                                                    |
| Grenoble                                                                                            | Eybens                                                                                              | Superficie de 17 a 39 ca                                   | 8 avril 1987 (Décret)                                                       |
| Eybens                                                                                              | Grenoble                                                                                            | Superficie de 1 a 12 ca                                    | 8 avril 1987 (Décret)                                                       |
| Eybens                                                                                              | Échirolles                                                                                          | Superficie de 16 a 27 ca                                   | 8 avril 1987 (Décret)                                                       |
| Vaulx-Milieu                                                                                        | Villefontaine                                                                                       | 91 habitants                                               | 5 juin 1987 (Arrêté)                                                        |
| Saint-Quentin-Fallavier                                                                             | La Verpillière                                                                                      |                                                            | 17 novembre 1986 (Arrêté)                                                   |
| Saint-Martin-d'Uriage                                                                               | Murianette                                                                                          | 3 habitants                                                | 7 octobre 1986 (Arrêté)                                                     |
| Grenay                                                                                              | L'Isle-d'Abeau                                                                                      | 9 habitants                                                | 26 décembre 1983 (Arrêté) 17 juillet 1984 (Arrêté) 16 janvier 1985 (Arrêté) |
| Saint-Alban-de-Roche                                                                                | L'Isle-d'Abeau                                                                                      | 35 habitants                                               | 26 décembre 1983 (Arrêté) 17 juillet 1984 (Arrêté) 16 janvier 1985 (Arrêté) |
| Saint-Quentin-Fallavier                                                                             | L'Isle-d'Abeau                                                                                      | 163 habitants                                              | 26 décembre 1983 (Arrêté) 17 juillet 1984 (Arrêté) 16 janvier 1985 (Arrêté) |
| Villefontaine                                                                                       | L'Isle-d'Abeau                                                                                      | 270 habitants                                              | 26 décembre 1983 (Arrêté) 17 juillet 1984 (Arrêté) 16 janvier 1985 (Arrêté) |
| Villefontaine                                                                                       | La Verpillière                                                                                      | 107 habitants                                              | 27 décembre 1982 (Arrêté) 5 avril 1983 (Arrêté)                             |
| Eclose                                                                                              | Flachères                                                                                           | Superficie de 4 ha 19 ca                                   | 27 août 1981 (Décret)                                                       |
| Flachères                                                                                           | Eclose                                                                                              | Superficie de 9 ha 36 a                                    | 27 août 1981 (Décret)                                                       |
| Grenoble                                                                                            | Eybens                                                                                              | Superficie de 8 ha 4 a                                     | 2 avril 1976 (Décret)                                                       |
| Eybens                                                                                              | Grenoble                                                                                            | Superficie de 8 ha 4 a                                     | 2 avril 1976 (Décret)                                                       |
| Grenoble Échirolles                                                                                 | Échirolles Grenoble                                                                                 |                                                            | 21 octobre 1974 (Décret)                                                    |
| Poisat                                                                                              | Brié-et-Angonnes                                                                                    | 139 habitants                                              | 27 octobre 1972 (Décret)                                                    |
| Porcieu-Amblagnieu                                                                                  | Montalieu-Vercieu                                                                                   | Superficie de 46 ha 28 a 5 ca                              | 31 mars 1970 (Décret)                                                       |
| Montalieu-Vercieu                                                                                   | Porcieu-Amblagnieu                                                                                  | Superficie de 15 a                                         | 31 mars 1970 (Décret)                                                       |
| Roussillon Salaise-sur-Sanne                                                                        | Salaise-sur-Sanne Roussillon                                                                        |                                                            | 30 avril 1969 (Arrêté)                                                      |
| Colombier-Saugnieu (auj. département du Rhône)                                                      | Saint-Bonnet-de-Mure (auj. département du Rhône)                                                    |                                                            | 29 décembre 1967 (Loi)                                                      |
| Satolas-et-Bonce                                                                                    | Saint-Laurent-de-Mure (auj. département du Rhône)                                                   |                                                            | 29 décembre 1967 (Loi)                                                      |
| Séchilienne                                                                                         | Saint-Barthélemy-de-Séchilienne                                                                     |                                                            | 9 juin 1967 (Décret)                                                        |
| Grenoble Eybens                                                                                     | Eybens Grenoble                                                                                     |                                                            | 12 août 1966 (Arrêté)                                                       |
| Gillonnay                                                                                           | Brezins                                                                                             | 2 habitants Superficie de 46 ha 50 a 60 ca                 | 25 avril 1964 (Décret)                                                      |
| Saint-Hilaire-de-la-Côte                                                                            | Brezins                                                                                             | Superficie de 1 ha 39 a 64 ca                              | 25 avril 1964 (Décret)                                                      |
| Hières-sur-Amby La Balme-les-Grottes                                                                | La Balme-les-Grottes Hières-sur-Amby                                                                |                                                            | 23 décembre 1963 (Arrêté)                                                   |
| Jarrie                                                                                              | Brié-et-Angonnes                                                                                    | 31 habitants Hameau de Mont-Rolland                        | 28 février 1963 (Arrêté)                                                    |
| Penol                                                                                               | Pajay                                                                                               | 99 habitants                                               | 28 décembre 1962 (Arrêté)                                                   |
| Saint-Marcellin Chatte                                                                              | Chatte Saint-Marcellin                                                                              |                                                            | 26 novembre 1960 (Arrêté)                                                   |
| Eybens Poisat                                                                                       | Poisat Eybens                                                                                       |                                                            | 29 décembre 1958 (Arrêté)                                                   |
| Poisat Saint-Martin-d'Hères                                                                         | Saint-Martin-d'Hères Poisat                                                                         |                                                            | 6 février 1957 (Arrêté)                                                     |
| Saint-Georges-d'Espéranche                                                                          | Diémoz                                                                                              | Section de la Plaine de Chanoz                             | 11 février 1938 (Décret)                                                    |
| Charnècles                                                                                          | Vourey                                                                                              | Hameau du Sabot                                            | 6 janvier 1931 (Décret)                                                     |
| Saint-Quentin-sur-Isère                                                                             | Moirans                                                                                             | Quartiers de Jarrioz, Île Rose et Île Bernard              | 24 février 1928 (Loi)                                                       |
| Miribel-les-Échelles                                                                                | Entre-deux-Guiers                                                                                   |                                                            | 9 mars 1914 (Décret)                                                        |
| Vif                                                                                                 | Le Gua                                                                                              | Hameaux de Champrond et des Saillans                       | 1910                                                                        |
| Notre-Dame-de-Vaulx Monteynard Saint-Jean-de-Vaulx Saint-Georges-de-Commiers Notre-Dame-de-Commiers | Notre-Dame-de-Commiers Saint-Georges-de-Commiers Saint-Jean-de-Vaulx Monteynard Notre-Dame-de-Vaulx |                                                            | 3 janvier 1907 (Décret)                                                     |
| Saint-Jean-d'Avelanne                                                                               | Velanne                                                                                             |                                                            | 21 juillet 1892 (Loi)                                                       |
| Saint-Martin-le-Vinoux                                                                              | Grenoble                                                                                            |                                                            | 17 avril 1884 (Décret)                                                      |
| Villard-Bonnot                                                                                      | Bernin                                                                                              | Limite fixée par le cours de l'Isère                       | 24 juillet 1880 (Loi)                                                       |
| Villard-Bonnot                                                                                      | Saint-Nazaire                                                                                       | Limite fixée par le cours de l'Isère                       | 24 juillet 1880 (Loi)                                                       |
| Les Avenières                                                                                       | Brégnier-Cordon (département de l'Ain)                                                              | Section de l'île des Sables                                | 28 juillet 1876 (Loi)                                                       |
| Entre-deux-Guiers                                                                                   | Saint-Laurent-du-Pont                                                                               |                                                            | 17 mai 1876 (Décret)                                                        |
| Saint-Maurice-l'Exil                                                                                | Le Péage-de-Roussillon                                                                              |                                                            | 28 mars 1876 (Loi)                                                          |
| Sablons                                                                                             | Chanas                                                                                              | Hameau du Grand Chemin                                     | 31 janvier 1874 (Loi)                                                       |
| La Balme                                                                                            | Hières                                                                                              |                                                            | 7 avril 1873 (Loi)                                                          |
| Beauvoir-de-Marc                                                                                    | Artas                                                                                               | Hameau de Revollet                                         | 28 février 1872 (Loi)                                                       |
| Maubec                                                                                              | Bourgoin                                                                                            |                                                            | 27 juillet 1867 (Loi)                                                       |
| Viriville                                                                                           | Marcilloles                                                                                         |                                                            | 27 mai 1865 (Loi)                                                           |
| Thodure                                                                                             | Marcilloles                                                                                         |                                                            | 27 mai 1865 (Loi)                                                           |
| Chatte                                                                                              | La Sône                                                                                             |                                                            | 4 mars 1863 (Loi)                                                           |
| Saint-Hilaire-du-Rosier                                                                             | La Sône                                                                                             |                                                            | 4 mars 1863 (Loi)                                                           |
| Seyssins                                                                                            | Grenoble                                                                                            |                                                            | 6 juillet 1862 (Loi)                                                        |
| Fontaine                                                                                            | Grenoble                                                                                            |                                                            | 6 juillet 1862 (Loi)                                                        |
| Saint-Martin-le-Vinoux                                                                              | Grenoble                                                                                            |                                                            | 6 juillet 1862 (Loi)                                                        |
| Mottier                                                                                             | Champier                                                                                            | Section de Flavin                                          | 4 avril 1857 (Loi)                                                          |
| Chatonnay                                                                                           | Eclose                                                                                              | Hameaux des Brieux, des Badins, de Pra-Rey et des Matières | 26 avril 1855 (Décret)                                                      |
| Froges                                                                                              | Crolles                                                                                             |                                                            | 1er juin 1853 (Loi)                                                         |
| Agnin                                                                                               | Anjou                                                                                               |                                                            | 9 juillet 1852 (Loi)                                                        |
| Le Touvet                                                                                           | Saint-Bernard                                                                                       | Section de Saint-Michel                                    | 30 juillet 1847 (Loi)                                                       |
| Voreppe                                                                                             | Veurey                                                                                              | Terrain des Isles Cordées                                  | 11 juin 1847 (Loi)                                                          |
| Voreppe                                                                                             | Noyarey                                                                                             | Terrain des Isles Cordées                                  | 11 juin 1847 (Loi)                                                          |
| Fontaine                                                                                            | Grenoble                                                                                            |                                                            | 5 août 1844 (Loi)                                                           |
| Seyssins                                                                                            | Grenoble                                                                                            |                                                            | 5 août 1844 (Loi)                                                           |
| Saint-Maurice                                                                                       | Monnetier-de-Percy                                                                                  | Villages des Serres et des Bayles                          | 14 avril 1841 (Ordonnance)                                                  |
| Coublevie                                                                                           | Voiron                                                                                              | Quartier des Terreaux                                      | 30 juillet 1823 (Ordonnance)                                                |
| Albon (département de la Drôme)                                                                     | Anjou                                                                                               | Hameau des Clavettes                                       | 15 septembre 1802 (Arrêté) (28 fructidor an 10)                             |

## Communes associées
Liste des communes ayant, ou ayant eu (en italique), à la suite d'une fusion, le statut de commune associée.
| Nom de la commune    | Code INSEE | Fusion-association       | Fusion-association                            | Fusion-association | Fusion-association                      | D - Défusion ou F - transformation de l'association en fusion simple | D - Défusion ou F - transformation de l'association en fusion simple | D - Défusion ou F - transformation de l'association en fusion simple | D - Défusion ou F - transformation de l'association en fusion simple                                                       |
| Nom de la commune    | Code INSEE | commune absorbante       | nom de la commune résultant de la fusion      | date d'effet       | date de la décision                     | D/F                                                                  | date de la décision                                                  | date d'effet                                                         | commentaire |
| -------------------- | ---------- | ------------------------ | --------------------------------------------- | ------------------ | --------------------------------------- | -------------------------------------------------------------------- | -------------------------------------------------------------------- | -------------------------------------------------------------------- | --- |
| Mépieu               | 38227      | Creys-et-Pusignieu       | Creys-Mépieu                                  | 30 septembre 1989  | Arrêté préfectoral du 29 septembre 1989 |                                                                      |                                                                      |                                                                      | |
| Montceau             | 38251      | Ruy                      | Ruy                                           | 1er janvier 1973   | Arrêté préfectoral du 2 octobre 1972    | F                                                                    | Arrêté préfectoral du 28 juin 2012                                   | 1er juillet 2012                                                     | Par arrêté préfectoral du 4 août 2015, la commune de Ruy prend le nom de Ruy-Montceau                                      |
| Sainte-Marie-du-Mont | 38418      | Saint-Vincent-de-Mercuze | Saint-Vincent-de-Mercuze-Sainte-Marie-du-Mont | 1er janvier 1973   | Arrêté préfectoral du 29 décembre 1972  | D                                                                    | Arrêté préfectoral du 22 décembre 1983                               | 1er janvier 1984                                                     | La commune de Saint-Vincent-de-Mercuze-Sainte-Marie-du-Mont reprend le nom de Saint-Vincent-de-Mercuze                     |
| Thuellin             | 38506      | Veyrins                  | Veyrins-Thuellin                              | 1er janvier 1973   | Arrêté préfectoral du 29 décembre 1972  | F                                                                    | Arrêté préfectoral du 2 décembre 2015                                | 1er janvier 2016                                                     | La création de la commune nouvelle Les Avenières-Veyrins-Thuellin entraine la suppression du statut de la commune associée |